# تابیده‌بال حنایی
تابیده‌بال حنایی (نام علمی: Cnipodectes superrufus) نام گونه‌ای از سرده تابیده‌بال است.